# Sid Meier's Colonization
Sid Meier's Colonization - це комп’ютерна гра Брайана Рейнольдса та Сіда Мейєра, випущена MicroProse в 1994 році. Це покрокова стратегічна гра, присвячена ранній європейській колонізації Нового Світу. Ігровий процес проходить у часовий проміжок з 1492 року до 1850 року. Оригінальна гра була випущена для операційної системи DOS, але згодом була перенесена на Windows 3.1 (1995), Amiga (1995) та Macintosh (1995). Американський видавець відеоігор Tommo придбав права на цю гру в 2015 році та опублікував її у цифровій формі через свій бренд Retroism.
Колонізація це більш вдосконалена версія попередньої гри Сіда Мейєра — Civilization (1991) — як візуально, так і в керуванні ігровим процесом. Але вона має помітні відмінності. Замість створення нації не маючи нічого, гравець керує трансатлантичною експансією від лиця особи, назначеної Короною. З плином часу колонії стають більш самодостатніми і меньш підпорядкованими країні-матері. Для перемоги гравець повинен врешті-решт проголосити незалежність та знищіти Королівські експедиційні сили.

## Ігровий процес
Гра починається у 1492 році. Гравець обирає одну з націй для колонізації: Англію, Францію, Нідерланди чи Іспанію. Трьома націями, які не обрав гравець, керує штучний інтелект. Кожна нація має свої унікальні здібності, які сприяють певним стратегіям розвитку. На початку гри надається вибір між історичною картою (Америка) або випадково сформованою картою (Новий світ). За допомогою редактора сценаріїв, що входить у комплект з грою, гравці можуть створити власну карту.
На початку подорожі гравцю надають корабель та два підрозділи, що прибувають у новий світ. Коли корабель переміщається до невідомих зон (туман війни), ці зони проявляються. Знайшовши сушу гравець може висадити підрозділи та розпочати вивчення Нового Світу, зустріти індіанців, будувати колонії та деякі будівлі, а також обробляти навколишні землі. Корабель має можливість повернутися до Європи, щоб зібрати більше колоністів і продати товар.
Колоністи можуть обробляти тільки безпосередньо прилеглу до колонії землю (8 ділянок, дев'яту — центральну — обробляє сама колонія). Різні ділянки карти дають різні ресурси. Наприклад, більшість ділянок дають їжу, тоді як тільки у лісах можна добувати деревину. Добуті на ділянках ресурси, такі як бавовна або тютюн, можуть бути оброблені та перетворені на товари, такі як тканина та сигари, або їх можна використати чи продати необробленими. Ціни на товари в Європі коливаються залежно від попиту та пропозиції. За виручені гроші гравець може купувати різноманітні товари, прискорювати будівництво будівель, набирати нових колоністів або купувати кораблі та озброєння. Король може час від часу підвищувати колоніальні податки для оплати своєї війни, що відбувається в Європі.
Гравець повинен захищати свої колонії від потенційного вторгнення, оснащуючи та розміщуючи солдат. Також гравець має керувати громадянами колоній, щоб вони навчалися потрібним навичкам для підвищення їхньої продуктивності у фермерстві, зборі ресурсів або виробництві.
Гравці мають можливість відправляти місіонерів в індійські села, щоб схиляти їх до християнства. Індіанці в свою чергу можуть прийняти посланця та схилитися до нової віри, а можуть і відмовити та спалити місіонера на вогнищі. Якщо інша колоніальна держава вже створила місію в поселенні, місіонер може спробувати засудити їх як єретиків, з 50% імовірністю успіху.
Для ведення війни, гравець має вибір серед ополченців, артилерії, кавалерії та кораблів. Зброю та солдатів гравець має можливість придбати в Європі, однак для здобуття незалежності гравцеві потрібно буде розвивати вітчизняну галузь озброєння. Спочатку у індіанців будуть лише піші воїни, не буде ні коней, ні зброї. Через деякий час вони зможуть їх купити або відвоювати в колоніальних сил. Щоб зробити з громадян солдат треба, щоб у колонії були гвинтівки та коні. Якщо колоніальна держава захопить колонію, то зможе нею керувати до тих пір, поки та не буде відбита силою. Якщо індіанці захоплять колонію – вони її знищать.
Бажано будувати колонії на узбережжі, але гравець може, також, будувати їх в глибині континенту. Для обміну товарами між колоніями гравець може побудувати вагони. Крім того, вагони потрібні для торгівлі з індійськими поселеннями. Товари можна продавати іншим колоніальним державам, продавати у Європі або продавати індіанським поселенням.
Колоністи бувають чотирьох типів. Перший тип – це вільний громадянин, який не має особливих навичок, але його можна призначити на будь-яку роботу. Якщо громадянин виконує одну і ту ж роботу протягом певного періоду часу, він буде підвищений до спеціаліста в цій галузі. Другий тип – найманий працівник. Він добре виконує некваліфіковану роботу, але менш продуктивний на роботах, що потребують кваліфікації. Якщо він проведе певний час виконуючи роботу в колонії, то він може стати вільним громадянином. Третій тип – дрібний злочинець. Як і найманий працівник, дрібний злочинець корисний, лише для некваліфікованої праці. Дрібний злочинець з часом може стати вільним громадянином, якщо його буде назначено на військову службу та він проведе певну кількість боїв. Після цього його буде підвищено до найманого працівника і, в подальшому, до вільного громадянина. Усі вільні громадяни мають змогу стати ветеранами, вигравши достатню кількість битв.
Громадяни можуть також навчитися у індіанських поселеннях певних навичок, таких, як вирощування тютюну. Індіанці не дозволяють дрібним злочинцям жити в їхніх поселеннях, але навчатимуть вільних громадян та найманих працівників. Крім того, місіонери можуть навернути індіанців до християнства і переконати їх жити в містах гравця, де вони будуть працювати так, як вільний працівник (тобто добре виконувати некваліфіковану роботу, але гірше — роботу у професіях, які потребують певної кваліфікації).
Фахівці – це громадяни, які підготовлені та кваліфіковані у певній професії. Це можуть бути вільні громадяни або наймані працівники, які навчились цій професії з часом чи відвідавши індійське село, або вони можуть бути спеціалістами, привезеними з Європи. Деяким професіям, наприклад вирощуванню бавовни, цукру та тютюну, можна навчитися лише в колонії, тому не має можливості привезти з Європи таких фахівців. Зрештою гравець може побудувати школи, де фахівці зможуть навчати громадян своїм професіям. Фахівця можна у будь-який час перетворити назад на вільного громадянина.
Коні можуть бути завезені із Європи. Якщо в будь-якій колонії будуть два або більше коней, то вони розмножаться до максимальної кількості. Некваліфікованого колоніста (або дрібного злочинця), перетвореного на розвідника, який в'їзжає до нейтрального чи доброзичливого індійського поселення, можуть вбити (трапляється не дуже часто), вручити йому дарунка або підвищити до спеціаліста-розвідника. У розвідника є більше шансів на сприятливу реакцію при в’їзді в поселення і більший шанс виявити „Фонтан молодості” при дослідженні стародавніх руїн. Його відкриття спровокує великий приплив потенційних колоністів усіх типів до європейського порту гравця. Крім того, верхові солдати стають ефективніші та наділяються більш високим рівнем виживання, ніж піхота.
Кожна колоніальна держава має свої унікальні бонуси. Окрім європейських колоніальних держав, сили НІП включають вісім племен корінних американців, що представлені у чотирьох основних категоріях. Кожне поселення корінних американців може перетворити одного звичайного колоніста в фахівця. Більш розвинені племена (інки та ацтеки) живуть у великих містах. Аналогічно "Чудесам Світу" в серії ігор "Цивілізація ", соціальний та промисловий прогрес досягається додаванням "Батьків-засновників" до "Континентального конгресу", після виготовлення достатньої кількості "Дзвонів свободи" в колоніях. Всі вони названі на честь справжніх історичних постатей, таких як Франсіско Васкес де Коронадо та Покахонтас.
Одним з основних рушійних сил Колонізації є заготівля природних ресурсів, таких як деревина (для будівництва), руди (для виробництва) та їжі (для зростання населення). Ділянки на карті мають базові значення видобутку ресурсів (це значення залежить від типу місцевості та від того, чи тече через цю ділянку ріка), але певні "першокласні" ділянки мають подвійні або підвищенні значення видобутку.
Кінцевою метою гри є проголошення незалежності від країни-матері. Коли гравець виробить достатню кількість Дзвонів Свободи, він може проголосити незалежність. Через деякий час король надсилає армію до колоній гравця. Для перемоги треба зніщити більшу частину цієї армії. Це непросте завдання, оскільки королівська армія та флот, як правило, потужніші за колоніальні сили гравця. Інші колоніальні держави можуть допомогти гравцю, аналогічно втручанню Франції в Американську війну за незалежність .

## Розробка
В колонці "The Rumor Bag" журналу Computer Gaming World в квітні 1994 року повідомлялось, що "MicroProse працює над грою, яка схожа на Sid Meyer's Civilization, події якої відбуваються в  Епоху Колонізації".
Інтернет-сервіс GOG.com випустив версію гри для Microsoft Windows, Linux та Mac OS X з емулятором DOSBox у 2012 році.

## Оцінки і відгуки
| Видання         | Оцінка |
| --------------- | ------ |
| Next Generation | [ 6 ]  |
| PC Gamer (США)  | 85%    |

З дати релізу до вересня 1997 року було продано більше 350 тис. копій гри.
У 1996 році Колонізація зайняла четверте у списку найкращіх ігор всіх часів за версією видання Amiga Power . У 1997 році видання PC Gamer UK назвало його 52-ю найкращою комп’ютерною грою.
Журнал Next Generation заявив, що «MPS Labs значною мірою запозичили багато чого із класичних хітів минулого, щоб створити напрочуд захоплюючу гру зі своїм власним смаком». 

## Ремейки
Гра FreeCol, випущена у 2003 році, це ремейк, створений фанатами, гри Colonization, з відкритим кодом. Вона знаходиться в стадії постійного розвитку.
У 2008 році Firaxis випустила Civilization IV: Colonization – ремейк оригінальної Colonization для Microsoft Windows. Вона створена за допомогою покращеного рушія гри Civilization IV. В грі представлені:геймплей з оригінальної гри, 3D графіка, покращений ШІ та підтримка багатокористувальницької гри.